# Hybride schijf

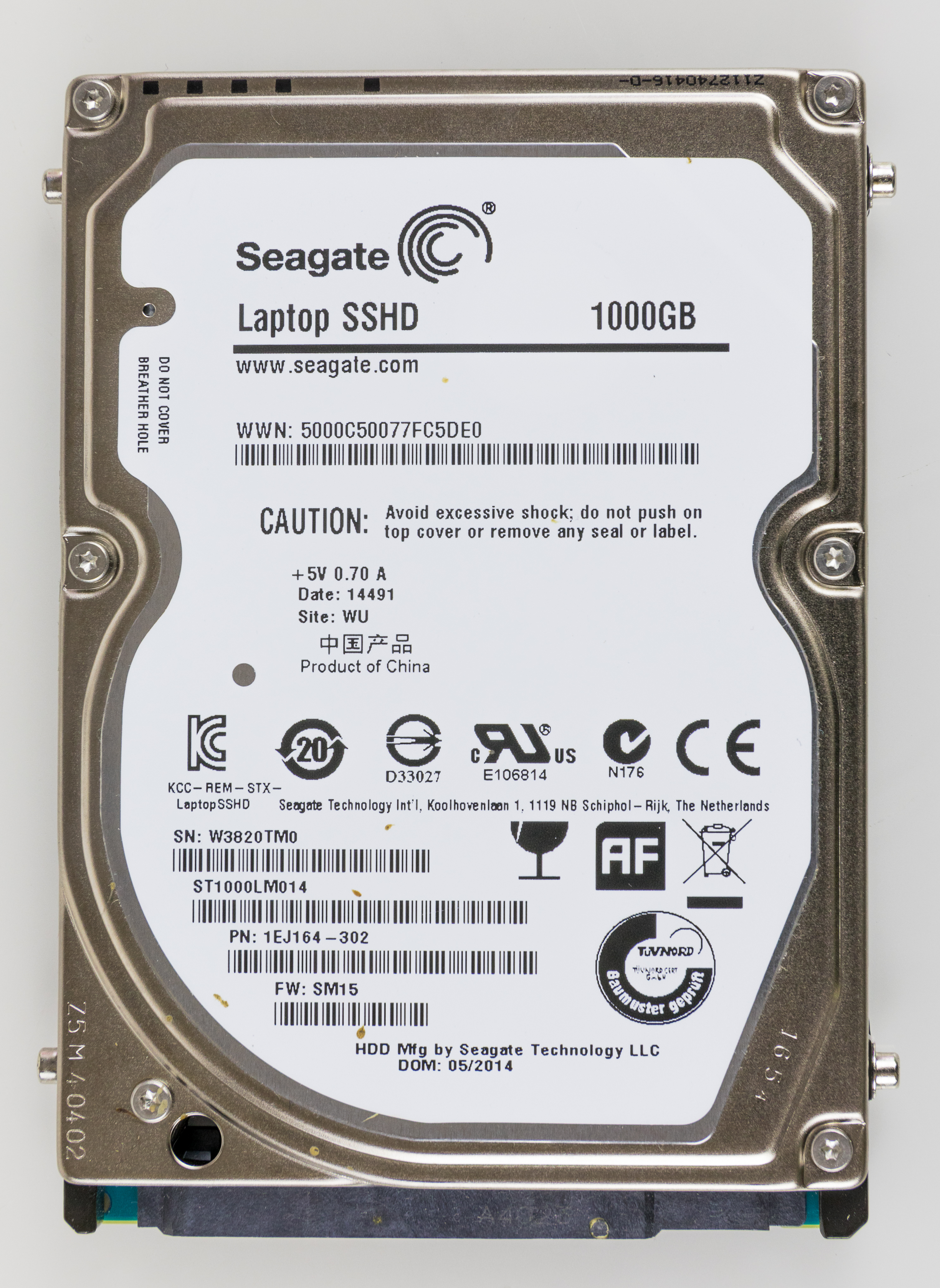
SSHD Seagate 1000Gb

Een hybride schijf (SSHD, Solid State Hybrid Drive) is een opslagmedium dat een harde schijf combineert met flashgeheugen (zoals in een SSD). Seagate was met de Momentus XT-lijn de eerste fabrikant die dit concept toepaste.
Op basis van caching-algoritmen wordt bepaald welke data zeer frequent benaderd worden. Deze data worden gecachet op het flashgedeelte van de hybride schijf. Hierdoor verloopt de toegang tot deze data sneller, wat een prestatiewinst moet opleveren. Enkele voorbeelden zijn; onderdelen van besturingssystemen en vaak gebruikte programma's. De tragere harde schijf bewaart de minder frequent gebruikte data.
Het flashgeheugen is vaak vrij beperkt, om de kostprijs in te perken. Vanwege zijn grootte bewaart de harde schijf daarom de meeste data.
Dankzij steeds sterker wordende concurrentie is deze technologie inmiddels steeds geavanceerder geworden. In de loop van 2016 was het flashgeheugen van SSHD's meestal 8 GB, waren ze uitgerust met intelligente controllers en voorzien van relatief grote buffers met DRAM. Deze innovaties hebben de huidige SSHD's voor veel gebruikte desktop- en multimediatoepassingen snel genoeg gemaakt om de aanschaf van veel duurdere SSD's van dezelfde grootte, overbodig te maken.